# Curtiss 18
El Curtiss 18T, conocido en forma no oficial como Wasp y por la United States Navy como el Kirkham, fue un caza triplano estadounidense diseñado por la Curtiss Engineering para la Armada de Estados Unidos.

## Diseño y desarrollo
El Curtiss 18T fue creado para proteger los escuadrones de bombarderos estratégicos a lo largo de la costa francesa, y el primer requisito para este trabajo, era la velocidad. La velocidad no era la única característica sobresaliente del triplano: un 18T-2 marcó un récord de altura en 1919 al alcanzar 10.640 m. El fuselaje aerodinámico y muy "limpio" contribuyeron a las prestaciones del avión. La construcción básica se realizaba con tiras de laminado cruzado de chapa de madera, formados en un molde y unidos a la estructura interna. La técnica era un refinamiento de la utilizada en los grandes hidroaviones Curtiss.

## Historia operacional
Pilotado por Roland Rholfs, el 18T alcanzó un récord de velocidad de 262 km/h en agosto de 1918 con una carga militar completa de 488 kg).
El Modelo 18T-2 fue una versión mejorada de su predecesor, con 50 hp más de potencia. Era 150 cm más largo y las alas del nuevo modelo estaban desplazadas hacia atrás, con dos bahías 270 cm más largas; sin embargo, el techo máximo era 610 metros menor.
Después de la Primera Guerra Mundial, fue utilizado en carreras de aviones: un 18T-2 estuvo cerca de ganar el Curtiss Marine Trophy Race en 1922 (exclusiva para pilotos de la U.S. Navy), pero el piloto Sandy Sanderson se quedó sin combustible justo antes de la línea de meta.
Curtiss Engineering siguió el éxito del modelo 18T con el lanzamiento del Modelo 18B, extraoficialmente conocido como el "Hornet", construido con especificaciones similares.

## Variantes

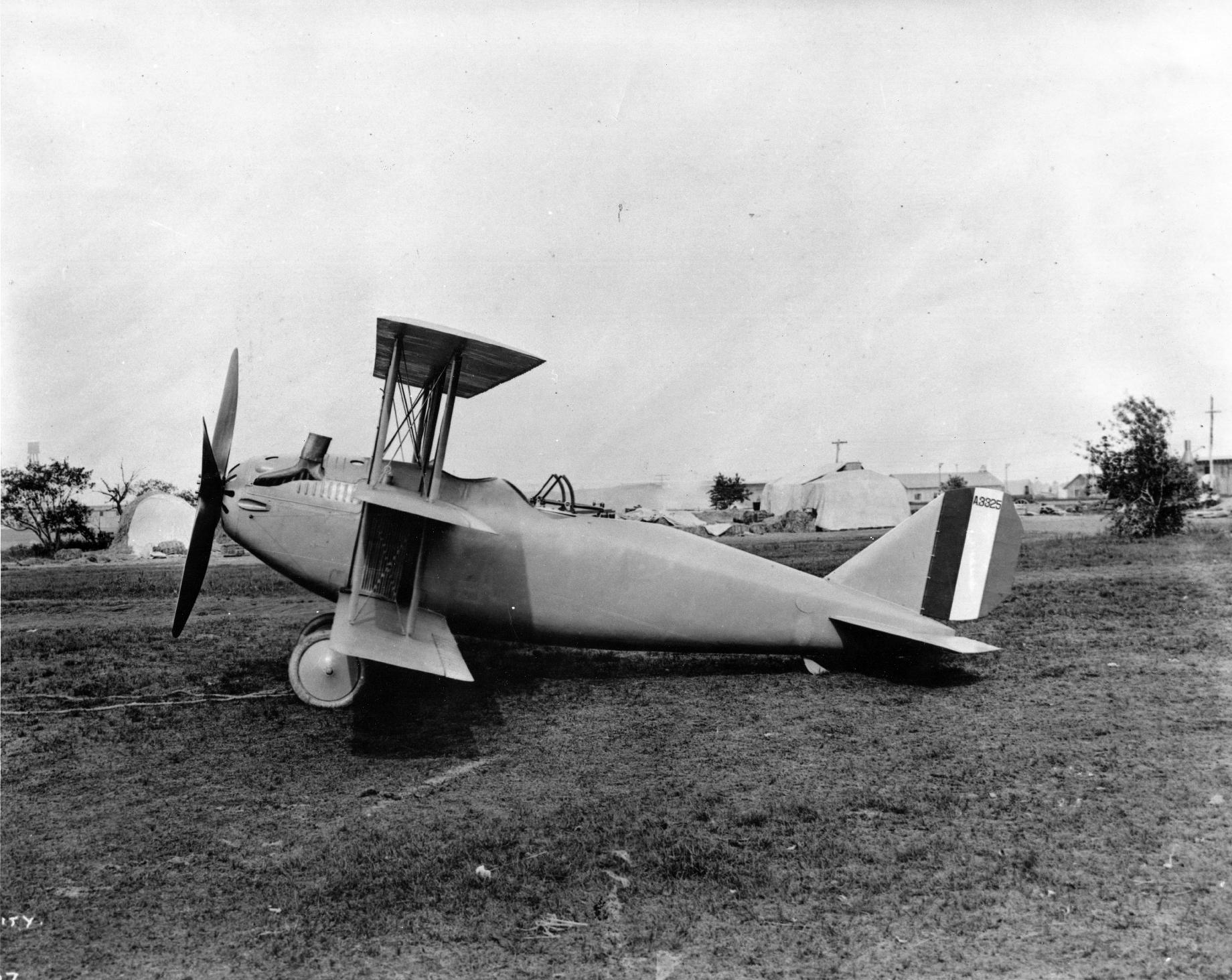
El Curtiss 18T-1

Modelo 18T o 18T-1caza biplaza triplaza con alas de una bahía, equipado con motor Curtiss-Kirkham K-12 de 298 kW (400 hp). En la US Navy se lo denominó "Kirkham". Originalmente fue designado como 18T, luego redesignado como 18T-1 cuando el prototipo fue modificado a una nueva configuración y denominado 18T-2 (ver abajo).
Modelo 18T-218T con alas de dos bahías de mayor envergadura. Podía ser equipado con flotadores o con tren de aterrizaje.
Modelo 18Bcaza biplano, conocido extraoficialmente como "Hornet". Sólo voló el prototipo del Curtiss 18B, USAAS 40058, 'P-86', estrellándose en uno de los primeros vuelos de prueba en McCook Field, Dayton, Ohio, a mediados de 1919. No entró en producción. También se entregó un prototipo no operativo para pruebas estáticas.

## Operadores
Estados Unidos
- Armada de los Estados Unidos

## Especificaciones(T-1)
Referencia datos: Curtiss Aircraft 1907–1947

### Características generales
- Tripulación: 2
- Longitud: 7,1 m (23,3 ft)
- Envergadura: 9,8 m (32 ft)
- Altura: 3,1 m (10,1 ft)
- Superficie alar: 26,8 m² (287,9 ft²)
- Peso vacío: 898 kg (1979,2 lb)
- Peso cargado: 1383 kg (3048,1 lb)
- Peso máximo al despegue: 3071 kg (6768,5 lb)
- Planta motriz: 1× Motor V12 refrigerado por agua Curtiss K-12.
  - Potencia: 298 kW (400 HP; 406 CV)

### Rendimiento
- Velocidad máxima operativa (Vno):  262 km/h
- Alcance: 5,9 horas
- Techo de vuelo: 7010 m
Trepada a 3800 m: 10 min.

### Armamento
- Ametralladoras: 
2 ametralladoras Marlin de 7,62 mm sincronizadas con la hélice
2 ametralladoras Lewis traseras en un montaje Scarff
1 Lewis en un montaje ventral

### Secuencias de designación
- Secuencia Numérica (interna de Curtiss): ← 12 - 13 - 14 - 15 - 16 - 17 - 18 →

### Listas relacionadas
- Anexo:Aeronaves militares de los Estados Unidos (navales)